# Aleksandr Polovtsov

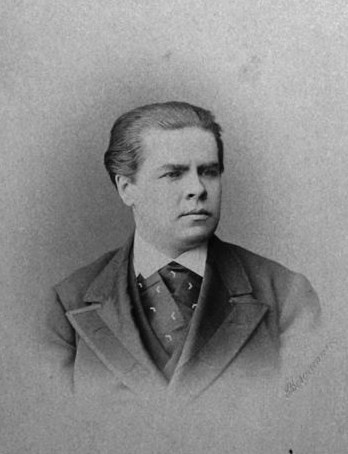
Retrato de Polvtsov, 1865.

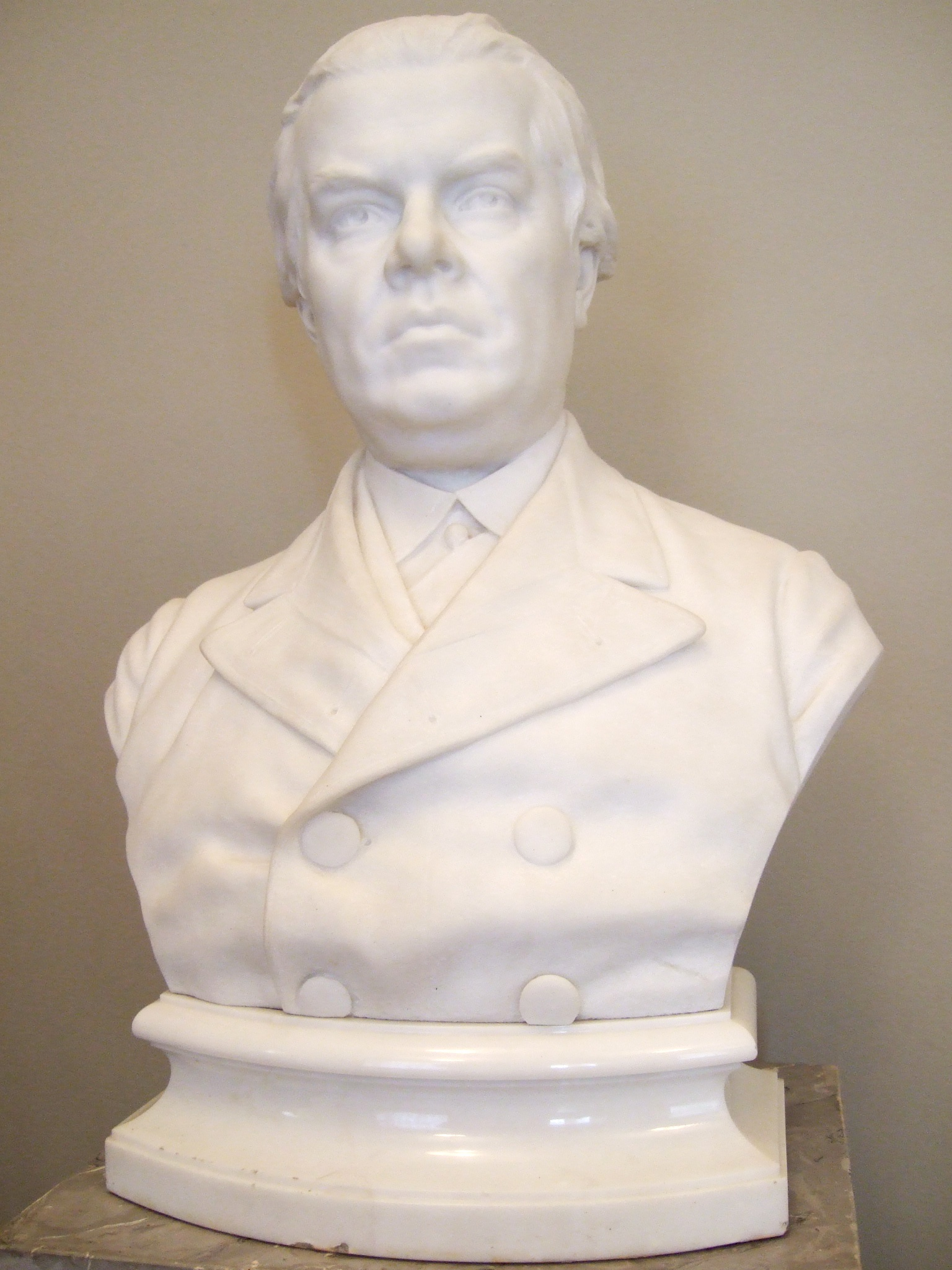
Escultura de Pólovtsov de Mark Antokolski.

Aleksandr Aleksándrovich Pólovtsov (en ruso: Алекса́ндр Алекса́ндрович Пóловцов; 1832-1909) fue un estadista, historiador y mecenas ruso, fundador de la Sociedad de Historiadores de Rusia.
Aleksandr nació en el seno de una familia de la nobleza media. Las tierras de su padre y de su familia estaban en el uyezd Luga de la guberniya de San Petersburgo, siendo su padre un burócrata del Senado Gobernante y más tarde para el Ministerio de la Propiedad del Estado. La madre de Aleksandr provenía de una familia noble de los Tatíschev. El historiador Serguéi Tatíschev era primo de Pólovtsov.
Pólovtsov se graduó en la Escuela Imperial de Jurisprudencia e inició su trabajo en el primer departamento del Senado Gobernante. En 1861 Pólovtsov se casó con Nadezhda Mijáilovna Yúnina (1843–1908), la única hija del Presidente del Banco Estatal del Imperio Ruso, Aleksandr von Stieglitz. Según las creencias populares, Nadezhda era hija ilegítima del gran duque Miguel Pávlovich de Rusia y una dama de compañía desconocida. El matrimonio le brindaría a Pólovtsov de dote y 16 o 17 millones de rublos en concepto de la herencia de Stieglitz, además de una ayuda del emperador Nicolás I de Rusia, que ayudaba a su supuesta sobrina.
Desde 1871, Pólovtsov sería senador, ya a partir de 1873 sería Secretario de Estado y Secretario de Estadística del Emperador Alejandro III. De 1892 a su muerte en 1909 fue miembro del Consejo de Estado del Imperio Ruso.
Pólovtsov fue el iniciador de la creación de la Sociedad de Historia de Rusia (creada en 1865). Fue Secretario de la Sociedad de 1866 a 1879 y Presidente de la misma desde 1879 a la fecha de su muerte. La sociedad encargaba trabajos a historiadores como Serguéi Soloviov, Nikolái Kostomárov o Vasili Kliuchevski, que establecieron la Fundación para la historia de Rusia. Bajo Pólovtsov, la sociedad publicó 128 volúmenes de "Colecciones de la Sociedad Histórica de Rusia" (sbórnik). Pólovtsov también preparó los 25 volúmenes del Diccionario Biográfico Ruso que jugó un importante papel como fuente biográfica del pueblo ruso. Para establecer correctamente un grado de importancia no incluyó a personas vivas. Pólovtsov, juntamente con su suegro, Stieglitz, fundaron el Museo Stieglitz de Artes Aplicadas.